# Bouquet d'illusions
Bouquet d'illusions és un curtmetratge mut francès de 1901 de Georges Méliès. Va ser venut per la Star Film Company de Méliès i té el número 334 als seus catàlegs.
La pel·lícula es va suposar perduda fins al 2014, quan l'historiador del cinema Serge Bromberg va identificar una única impressió deteriorada en una col·lecció que havia pertangut a Frank Brinton, un showman ambulant nord-americà de l'època de Méliès. També es va trobar que la col·lecció Brinton contenia una altra pel·lícula de Méliès presumptament perduda, Le Rosier miraculeux. Bouquet d'illusions va ser restaurada el 2016 per l'estudi de restauració cinematogràfica Lobster Films i es va projectar aquell any, per primera vegada des del seu redescobriment, al festival Il Cinema Ritrovato de Bologna.